# 森安孝夫
森安 孝夫（もりやす たかお、1948年2月11日 - 2024年8月26日）は、日本の歴史学者。大阪大学名誉教授、神戸市外国語大学客員教授。財団法人東洋文庫兼任研究員。博士（文学）。
敦煌・トゥルファン出土文書、モンゴル高原の碑文類、並びに漢籍史料を中心にイスラム化以前の中央ユーラシア史を研究している。

## 略歴
福井県坂井郡三国町（現：坂井市の一部）出身。1966年福井県立藤島高等学校、1972年東京大学文学部東洋史学科卒業、1975年同大学院人文科学研究科東洋史専攻修士課程修了、1981年東京大学大学院人文科学研究科東洋史学専攻博士課程単位修得退学。
1982年金沢大学文学部助教授、1984年大阪大学文学部助教授、1992年7月同大学より「ウイグル=マニ教史の研究」で博士（文学）の学位を取得。1994年大阪大学文学部教授、1998年大学院文学研究科教授、2012年定年退任、名誉教授の称号を得る。
2012-2015年近畿大学国際人文科学研究所特任教授、2015年より神戸市外国語大学で客員教授を務める。2018年、公益財団法人東洋文庫監事・客員研究員。
2024年8月26日午後、胃がんのため大阪府豊中市の病院で死去。76歳没。叙正四位、瑞宝中綬章追贈。

## 著作

### 単著
- 『シルクロードと唐帝国』 講談社「興亡の世界史5」 2007／講談社学術文庫 2016
- 『東西ウイグルと中央ユーラシア』 名古屋大学出版会 2015
- 『シルクロード世界史』 講談社選書メチエ 2020

外国語訳
- （中国語）白玉冬[9] 編訳『古代突厥语语法纲要(古代突厥語語法綱要)』上海古籍出版社 2021[10]

### 編著
- 『中央アジア出土文物論叢』責任編集 朋友書店 2004
- 『ソグドからウイグルへ シルクロード東部の民族と文化の交流』汲古書院 2011